# Erythroecia
Erythroecia is een geslacht van vlinders van de familie Uilen (Noctuidae), uit de onderfamilie Heliothinae.

## Soorten
- E. euposis Dyar, 1912
- E. hebardi Skinner, 1917
- E. rhodophora Hampson, 1910
- E. suavis Edwards, 1884